# Гвоздков Георгій Кузьмович
Георгій Кузьмич Гвоздков (1896—1968) — радянський військовик, генерал-лейтенант авіації. 
У березні 1917 — червоногвардієць, з 1931 до 1946 — начальник Управління зв'язку ВПС РСЧА, учасник Німецько-радянської війни. Навесні 1946 року заарештований через т. зв. «справу авіаторів» (суд над діячами авіаційної галузі СРСР за «шкідництво, випуск і прийом неякісних літаків»). Вирок суду щодо Георгія Гвоздкова та термін його ув'язнення невідомі.

## Нагороди
Орден Леніна, два ордени Червоного Прапора, орден Кутузова I (1945) і II ступенів, орден Червоної Зірки, ордени Великої Вітчизняної війни.